# 高山县
高山县，是中国古代的一个县名。
西汉时设立，行政中心位于今天的江苏省盱眙县南，属于临淮郡管辖。三国时，属曹魏下邳郡管辖，西晋属临淮国。后来废除建制。